# Dirk Darmstaedter

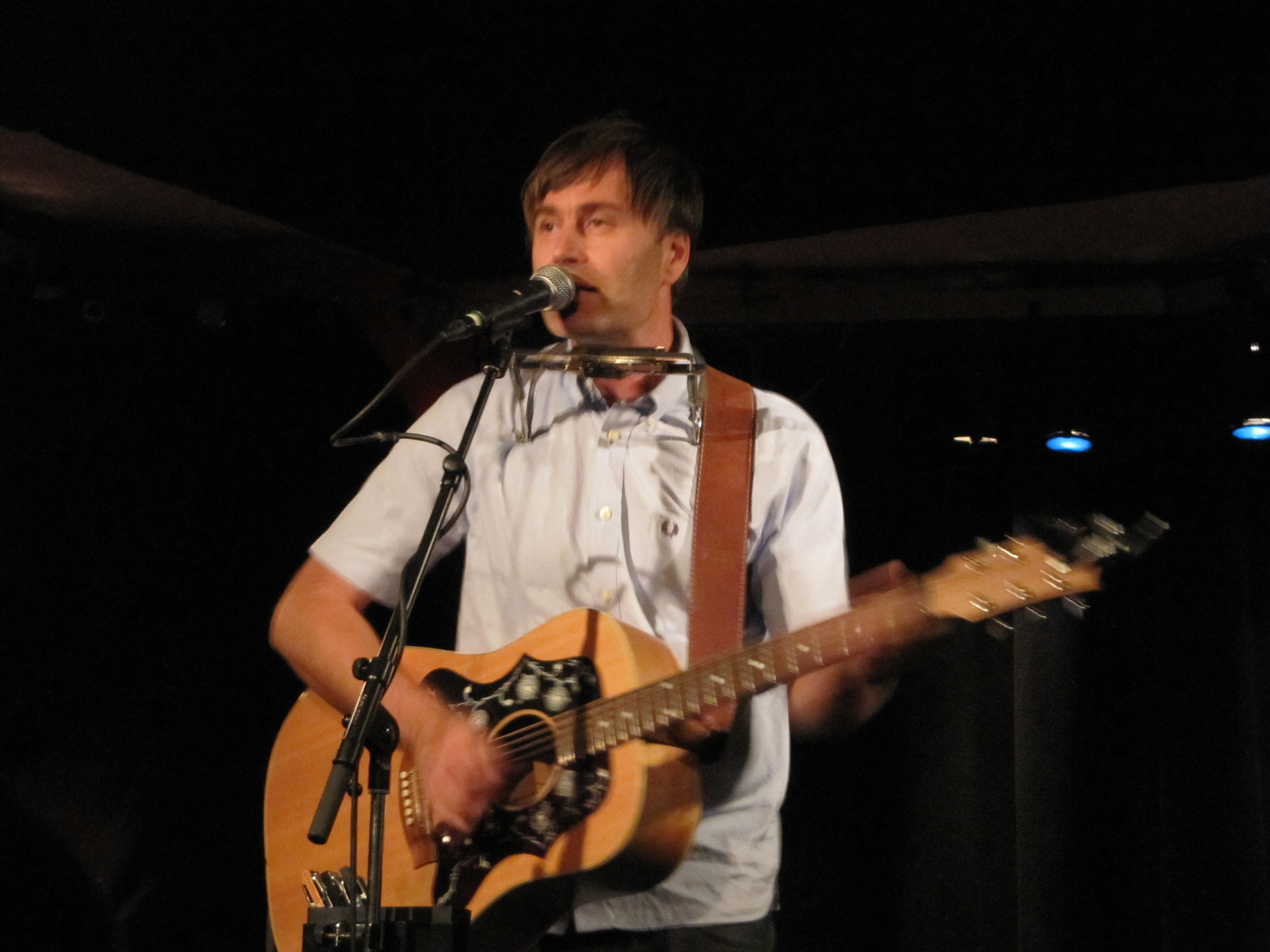
Dirk Darmstaedter (september 2010, Münster)

Dirk Darmstaedter (Hamburg, 1965) is een Duits zanger en songwriter. Hij is tevens de zanger van de band Jeremy Days.
In 2006 toerde Darmstaedter samen met Lloyd Cole en Christian Kjellvander door Duitsland.

## Biografie
Dirk Darmstaedter werd geboren in Hamburg, maar woonde van zijn 5e tot zijn 11e jaar met zijn familie in Teaneck (New Jersey), omdat zijn vader in die tijd in New York werkte. Toen hij in 1976 met zijn familie terugkeerde naar Hamburg, raakte hij steeds meer geïnteresseerd in muziek en begon hij gitaar te spelen en te zingen.
Darmstaedter's eerste band, opgericht in 1977, heette Jay Bee and his Jupitors. De band gaf concerten en won twee talentenjachten in Hamburg.
Als tiener reisde hij met een Interrail-ticket door Europa en verdiende hij geld als straatmuzikant.
Onder de artiestennaam Kirk Novak bracht hij in 1984 de single Send Her A Dream uit.
In 1985 begon hij samen met Christoph M. Kaiser liedjes te schrijven. Na verloop van tijd voegden Louis C. Oberlander, Jörn-Christof Heilbut en Stefan Rager zich bij hen. In 1987 richtten ze de band The Jeremy Days op. Het jaar daarop verscheen hun eerste single Are You Inventive? en hun debuutalbum, waarvan meer dan 150.000 exemplaren werden verkocht. Het nummer Brand New Toy van dit album bereikte nummer 11 in de Duitse singlehitlijst. De band bracht nog vier studioalbums en een live-album uit, toerde door Europa en ging uiteindelijk in 1996 uit elkaar.
Dirk Darmstaedter was ook actief als acteur: in 1997-1998 was hij een van de hoofdrolspelers (David) in de musical Elixier (van Tobias Künzel en Künzels vrouw Kati Naumann) in Leipzig - het stuk, geregisseerd door Horst Königstein, had veertig uitverkochte voorstellingen.
Darmstaedter richtte in 2002, samen met Gunther Buskies, het platenlabel Tapete Records op. Darmstaedter bracht tussen 2002 en 2012 vier albums uit onder de naam Me and Cassity en nam in 2003 een countryalbum op met Bernd Begemann. Sinds 2005 brengt Darmstaedter muziek uit onder zijn eigen naam. Op 1 oktober 2010 nam hij samen met Begemann deel aan het Bundesvision Songfestival 2010 in Berlijn voor Nedersaksen met de Freddy Quinn klassieker So geht das jede Nacht, maar eindigde uiteindelijk op de laatste plaats.
Dirk Darmstaedter heeft sinds 2009 zijn eigen label Beg Steal & Borrow, waarop onder andere zijn albums Twenty Twenty - 20 Years, 20 Songs - A Collection en Strange Companions zijn uitgebracht. In de zomer van 2014 richtte hij het label Teaneck Records op, dat in september 2014 zijn album Before We Leave uitbracht.
Sinds 2017 presenteert Darmstaedter maandelijks het programma Sounds like Dirk bij Bremen Zwei radio.

## Discografie
Solo
- 1996: Cassity (als Darmstaedter) (opnieuw uitgebracht in 2002 als: Me and Cassity)
- 2002: Hope, with a Pain Chaser (als Me and Cassity)
- 2003: This Road Doesn’t Lead to My House Anymore (met Bernd Begemann)
- 2004: Between Wake and Sleep (als Me and Cassity)
- 2005: Coming Up for Air
- 2007: Our Favorite City
- 2009: Life Is No Movie
- 2010: Dirk Sings Dylan
- 2010: So geht das jede Nacht (met Bernd Begemann)
- 2011: The Wrong Boy (akoestische heropnamen van oude nummers)
- 2012: Appearances (als Me and Cassity)
- 2013: Freude schöner Götterfunken – Friedrich Schiller neu vertont (als gastzanger van Reinhardt Repkes Club der toten Dichter)
- 2014: Before We Leave
- 2016: Beautiful Criminals
- 2017: Twenty Twenty – 20 Years, 20 Songs: A Collection (compilatie)
- 2017: Covers One (2007 – 2017)
- 2018: Covers Two
- 2019: Strange Companions
- 2020: Covers Three
- 2021: Covers Four
- 2022: The Circumstances

The Jeremy Days
- 1988: The Jeremy Days
- 1989: Circushead
- 1992: Speakeasy
- 1994: Re-Invent Yourself!
- 1995: Punk by Numbers
- 2022: Beauty In Broken